# Malcolm Cacutalua
Malcolm Cacutalua (Troisdorf, 15 november 1994) is een Duits voetballer die bij voorkeur als centrale verdediger speelt. Hij verruilde DSC Arminia Bielefeld in 2017 voor Erzgebirge Aue.

## Clubcarrière
Cacutalua speelde in de jeugd bij FC Köln, Sportfreunde Troisdorf 05, SV Bergisch Gladbach 09 en Bayer Leverkusen. In 2014 werd hij verhuurd aan Greuther Fürth. Tijdens het seizoen 2014/15 en het seizoen 2015/16 wordt de centrumverdediger verhuurd aan VfL Bochum. Op 8 augustus 2014 debuteerde hij voor Bochum in het bekerduel tegen Waldkirch. Op 12 september 2014 maakte hij zijn opwachting in de 2. Bundesliga tegen Karlsruher SC. In zijn eerste seizoen bij Bochum kwam Cacutalua tot een totaal van 21 competitieduels.

## Interlandcarrière
Cacutalua speelde twaalf interlands voor Duitsland –20. In 2015 debuteerde hij in Duitsland –21.